# Радюкино (Рязанская область)
Радюкино — деревня в Екимовском сельском поселении Рязанского района Рязанской области России.

## Расположение
Расположено 22,5 км на юго-запад от Рязани.

## Население
| 2010 |
| ---- |
| 7    |